# Vi Mänskor
Vi Mänskor var en svensk tidskrift som gavs ut av Svenska Kvinnors Vänsterförbund (SKV).  Tidningen gavs ut första gången 1947 med namnet Vi kvinnor i Demokratiskt Världsförbund, förkortat till Vi Kvinnor 1959 och ändrat till Vi Mänskor 1969. Tidningen lades ned 2011.

## Historik
Tidskriften började ges ut i januari 1947 som SKV:s medlemsblad under namnet Vi kvinnor i Demokratiskt Världsförbund (namnet åsyftade den internationella organisationen Kvinnornas Demokratiska Världsförbund). I den kunde enskilda medlemmar uttrycka sina åsikter i angelägna frågor. År 1949 gjordes medlemsbladet om till en tidning och 1959 förkortades namnet till Vi Kvinnor. Den viktigaste frågan för tidningen, och förbundet, var fred i världen och nedrustning, men även familjeliv, förvärvsarbete och lika lön avhandlades. År 1969 ändrades tidskriftens namn till Vi Mänskor och under 1970-talet blev den en del av den nya radikala kvinnorörelsen. Tidningen tog upp sociala, humanitära och politiska frågor i ett kvinnoperspektiv. Vi mänskor lades ned 2011 men finns tillgänglig i digital form på SKV:s hemsida.

## Skribenter
Bland de kvinnor som lämnade bidrag till tidskriften under dess första år märks Ada Nilsson, Elisabeth Tamm, Honorine Hermelin, Andrea Andreen och Emilia Fogelklou. Under 1960- och 70-talet återfinns bland skribenterna Gunnel Granlid, Sara Lidman, Annika Baude, Barbro Backberger, Harriet Clayhills, Louise Waldén, Margareta Garpe och Suzanne Osten.